# شاهین نیل
شاهین نیل (ایتالیایی: Lo sparviero del Nilo) فیلمی ایتالیایی در ژانر ماجراجویی به کارگردانی جاکومو جنتیلومو با بازی انتسو فی‌یرمونته و سیلوانا پامپانینی است که در سال ۱۹۵۰ منتشر شد.

## بازیگران
- ویرجینیا بالیستریری
- اوگتو برتوچی
- انتسو فی‌یرمونته
- ویتوریو گاسمن
- فولکو لولی
- یونه مورینو
- سیلوانا پامپانینی
- سارو اورزی
- الوی لیسیاک
- انتسو بیلیوتی
- اورسته فارِس